# Porites bernardi
Porites bernardi là một loài san hô trong họ Poritidae. Loài này được Vaughan mô tả khoa học năm 1907.